# 太极计划
太极计划是一项中国空间引力波探测计划，最早于2008年提出，它计划在2020年到2025年发射“太极探路者号”试验双星系统，搭载空间引力波探测关键技术进行验证，之后预期在2033年发射三颗卫星，在绕日轨道上组成边长300万公里的等边三角形的激光干涉仪，以探测在时空涟漪效应的中低频段的引力波信号。
中国科学院院士胡文瑞、吴岳良担任项目首席科学家。

激光干涉仪示意图：假设引力波通过探测器，从量度两只光储存臂的长度可以计算出和，光探测器因此可量度到幅照度差值，从而给出与此差值成正比的。

2019年8月31日，微重力技术实验卫星（太极一号）在酒泉卫星发射中心成功发射，以验证太极计划的可行性。